# The Infectious Madness of Doctor Dekker
The Infectious Madness of Doctor Dekker est un jeu vidéo de type film interactif développé et édité par D'Avekki Studios, sorti en 2017 sur Windows, Mac, Nintendo Switch, PlayStation 4 et Xbox One.

## Accueil
- Adventure Gamers : 4/5[1]
- Nintendo Life : 5/10[2]